# Pokret Snaga Srbije
Pokret Snaga Srbije (serbisch-kyrillisch Покрет снага Србије ‚Bewegung der Kraft Serbiens‘, abgekürzt PSS) ist eine serbische Partei.
Gegründet wurde die Partei 2004 von den Unternehmern Dragomir und Bogoljub Karić. Bogoljub ist der Parteivorsitzende, sein Bruder Dragomir der Stellvertreter.
2004 kandidierte Bogoljub Karić für das Amt des Staatspräsidenten und kam auf den dritten Platz.
Bei den Parlamentswahlen 2007 errang die Partei keine Sitze im Parlament.